# Sergentomyia ghesquierei
Sergentomyia ghesquierei är en tvåvingeart som först beskrevs av Aimé Georges Parrot 1929.  Sergentomyia ghesquierei ingår i släktet Sergentomyia och familjen fjärilsmyggor. Inga underarter finns listade i Catalogue of Life.